# Museu Picasso

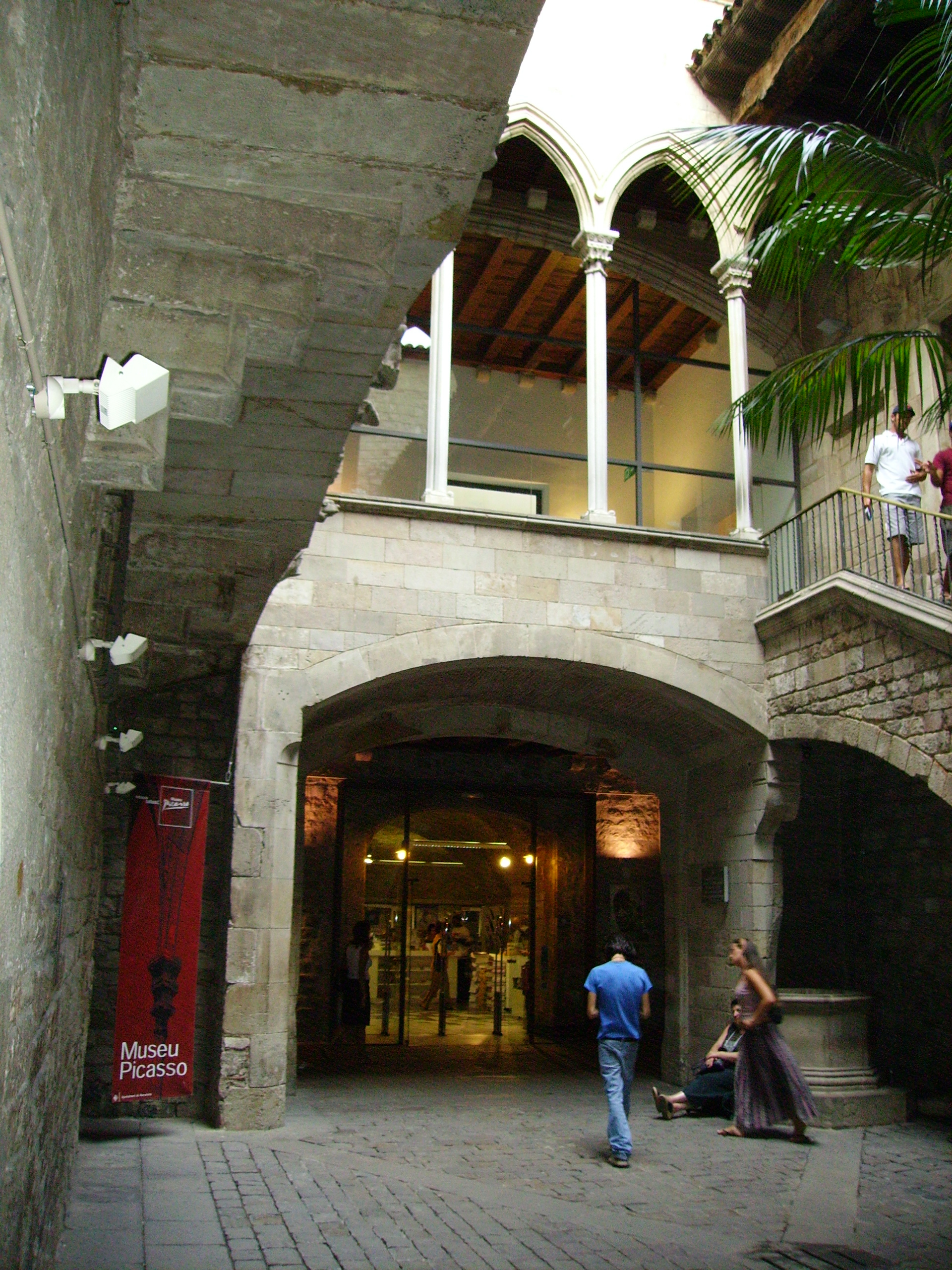
Museu Picasso Barcelona

Das Museu Picasso in Barcelona ist ein Kunstmuseum, das vor allem Jugendwerke von Pablo Picasso zeigt, die zwischen 1895 und 1904 entstanden sind. Die Sammlung umfasst jedoch auch Werke aus späteren Schaffensperioden, wie die Serie Las Meninas aus dem Jahr 1957, die Variationen des gleichnamigen Gemäldes von Velazquez darstellt.

## Geschichte
Das Museum befindet sich in fünf zusammenhängenden gotischen Häusern (Stadtpalästen) aus dem 13. bis 15. Jahrhundert in der Carrer Montcada im Viertel La Ribera: dem Palau Aguilar, dem Palau Baró de Castellet, dem Palau Meca, der Casa Mauri und dem Palau Finestres. 
Den Grundstock der Sammlung des 1963 eröffneten Museums bildet eine Stiftung von Jaime Sabartés – einem ehemaligen Sekretär und Freund Picassos. Interessant ist an dem Zeitpunkt der Eröffnung, dass in Francos Spanien Picassos Bilder jahrelang  nicht gezeigt und sein Name in der Presse nicht einmal gedruckt werden durften. Erst mit Beginn des Touristen-Booms änderten Spaniens Kulturbeamten diesen Weg und hofften auf die Werbewirksamkeit des Namens von Picasso. 1961 fand die erste Picasso-Ausstellung statt. Es folgte bald die Einrichtung eines Picasso-Museums, das aber unter dem Namen Sabartés Collection eröffnet werden musste und erst später umbenannt werden durfte.
2007 benannte die Stadt die Plaça Sabartés beim Picasso Museum zwischen der Montcada und der Flassaders nach Sabartés. Er erhielt 2008 auch im Museum einen nach ihm benannten Raum, der ein Picasso-Porträt von ihm als Faun zeigt, datiert mit 1946.